# Bud Luckey
William „Bud“ Luckey (* 28. Juli 1934 in Billings, Montana; † 24. Februar 2018 in Newtown, Connecticut) war ein US-amerikanischer Animator und Illustrator.

## Leben
Luckey nahm als Soldat der U.S. Air Force am Korea-Krieg teil und war bis 1957 als Grafiker und Illustrator unter anderem für die NATO tätig. Nach Ende seiner Armeezeit studierte er von 1957 bis 1960 am Chouinard Art Institute Animation. Zu seinen Lehrern gehörte Art Babbitt, für den er nach Studienende als Assistent arbeitete. Von 1961 bis 1969 war Luckey als Animator bei einer Werbeagentur angestellt, für die er zahlreiche Werbespots erstellte. Zudem war er als Animator an Wahlwerbespots für die Präsidentschaftskandidaten John F. Kennedy, Robert F. Kennedy und Hubert Humphrey beteiligt. Im Jahr 1969 gründete Luckey sein eigenes Animationsstudio The Luckey-Zamora Picture Moving Company. Mit Don Hadley arbeitete er in den Folgejahren an zahlreichen Kurzanimationsfilmen für die Sesamstraße. Ende der 1980er-Jahre fusionierte Luckeys Animationsstudio mit Colossal Pictures.
Im Jahr 1992 kam er zu Pixar, wo er als Animator unter anderem an Filmen wie Toy Story und Toy Story 2, für die er die Figur Woody entwarf, beteiligt war. Im Jahr 2003 führte Luckey erstmals Regie: Für Boundin’ – Ein Schaf ist von der Wolle erhielt er 2004 eine Oscar-Nominierung in der Kategorie Bester animierter Kurzfilm. Neben seiner Arbeit als Animator lieh er zahlreichen Pixar-Figuren seine Stimme, darunter Rick Dicker in Die Unglaublichen – The Incredibles und dem Clown Chuckles in Toy Story 3. Zudem war er auch als Buchillustrator aktiv. Luckey ging 2008 in den Ruhestand und arbeitete danach nur noch gelegentlich für Pixar und Disney als Synchronsprecher.
Luckeys Sohn Andy Luckey (* 1965) ist ebenfalls als Animator tätig.

## Filmografie (Auswahl)
- 1961: The Perry Como Show (Fernsehserie, eine Folge)
- 1961: The Alvin Show (Fernsehserie)
- 1972–1993: Sesamstraße (Sesame Street)
- 1974: The Mad Magazine TV Special (Fernsehen)
- 1977: The Mouse and His Child
- 1984: Bibifoc (Fernsehserie)
- 1989: Betty Boop’s Hollywood Mystery
- 1991: Zurück in die Zukunft (Fernsehserie, eine Folge)
- 1995: Toy Story
- 1998: Das große Krabbeln (A Bug’s Life)
- 1999: Toy Story 2
- 2001: Die Monster AG (Monsters, Inc.)
- 2003: Boundin’ – Ein Schaf ist von der Wolle (Boundin)
- 2004: Die Unglaublichen – The Incredibles (The Incredibles)
- 2005: Jack-Jack Superbaby (Jack-Jack Attack, Kurzfilm)
- 2006: Cars
- 2006: Hook und das Geisterlicht (Mater and the Ghostlight)
- 2007: Ratatouille
- 2011: Winnie Puuh